# 一人靜
《一人靜》，日本小說家譽田哲也創作的推理小說連續短篇集，2008年10月1日由雙葉社出版單行本，2012年4月12日發行文庫本。
2012年10月21日，日本付費電視台WOWOW翻拍為「電視劇W」時段的連續劇。

## 概要

### 闇一重
某公寓房間內，發生了一名男子被入侵者槍殺的事件。在附近值班的巡査部長木崎聽到報案後趕到案發現場時，發現前輩大村已在房間內。其後雖已逮捕了嫌疑犯，但木崎對案件仍感到事有蹊蹺。原來，此事件與一名13歲的少女伊東靜加有關。

### 螢蜘蛛
生活安全課的山岸潤哉某日因調查事件時，發現了某位名為「澤田梢」的女子，其名字為冒用的姓名。山岸得知此女子真實姓名為伊東靜加。

### 腐屍蝶
靜加的父親伊東孝俊，某日委託以前的部下，即目前擔任偵探的青木幫忙尋找自己的女兒靜加。青木與知道靜加身分的山岸見面後，獲知了靜加的屍體在某處山林裡被發現的消息，但調查後發現該具屍體極有可能並不是靜加本人。同時間，青木在跟蹤黑幫份子南原義男時被襲擊。而當時和南原在一起的女子，竟然是青木尋找已久，15歲的伊東靜加。

### 罪時雨
伊東孝俊前往某店家時，該店的老闆表示其姪女常被同居的男友施暴，為此感到苦惱。老闆的姪女叫深雪，有個8歲的孩子。那孩子的名字叫靜加。

### 死舞盃
南原義男住家發生槍戰，共5人死亡、3人重傷。現場有一把手槍不翼而飛，而南原9歲的女兒澪亦失蹤。南原極為欣賞的一位女子「亞紀」，也隨著這起槍戰音訊全無。而亞紀即是那位15歲的少女靜加。

### 獨靜加
一名女子佐川真琴因詐欺罪被逮捕。被懷疑不當冒用他人戶籍。搜査主任藤岡在調查的過程中，由某公寓房東タツ的口中得知，曾經有一對名字為亞紀和澪的姊妹租過房間......。

## 書籍情報
- 單行本：雙葉社，2008年10月22日發行。ISBN 978-4-575-23640-8
- 文庫本：雙葉社（雙葉文庫），2012年4月15日發行。ISBN 978-4-575-51493-3

收錄作品
- 闇一重（やみひとえ，2007年4月號）
- 螢蜘蛛（ほたるぐも，2007年7月號）
- 腐屍蝶（ふしちょう，2007年10月號）
- 罪時雨（つみしぐれ，2008年1月號）
- 死舞盃（しまいさかずき，2008年4月號）
- 獨静加（ひとりしずか，2008年7月號）

## 電視劇
《一人靜》，2012年10月21日至12月25日於日本WOWOW電視台「電視劇W」時段（22:00 - 23:00，JST）播出的電視連續劇，改編自譽田哲也的同名推理小說，由夏帆主演。本劇是繼《草莓之夜》後，同作者作品再度被改編為連續劇。
此劇與《離婚萬歲》同年度獲得放送文化基金獎電視劇部門電視劇節目獎。

### 概要
橫跨了十幾年的五樁殺人事件，皆與一位女子伊東靜加有關。究竟這位女子的真面目為何？

### 主要角色
- 伊東靜加：夏帆（少女時期：小林里乃）
- 伊東深雪（靜加母親）：黑澤明日香（日语：黒沢あすか）（第1、3、5話）
- 伊東孝俊（國分寺署生活安全課長、原西東京署防犯課長代理，靜香繼父）：岸部一德（第1、3、5話）
- 青木久則（私立偵探）：長塚圭史（日语：長塚圭史）（第1～3話）
- 鮎川五郎（警視廳搜査四課）：松重豐（第3、4話）
- 矢部充（西麻布署刑事課）：溫水洋一（第3、4話）
- 南原義男（天洲會麻布代表）：池田成志（日语：池田成志）（第3～5話）
- 南原悦子（南原的妻子）：內田慈（日语：内田慈）（第3、4話）
- 南原澪（南原的女兒）：内田愛（第3、4、最終話）

### 各話角色
第1話
- 木崎信吾（國分寺署地域課）：高橋一生
- 大村和己（國分寺署地域課，木崎的前輩）：村上淳（第1、5話）
- 吉井淳也（餐廳店員）：尾上寬之
- 小池基文（暴力團成員）：伊達曉（第1、5話）
- 上原真由子：玄覺悠子
- 村井（清林大學法醫學教室）：瀧藤賢一

第2話
- 山岸潤哉（足立署生活安全課防犯科）：新井浩文
- 飯村由美（靜加打工的同事）：綠友利惠
- 便利商店店長：松浦祐也
- 加賀誠（原暴走族）：玉置玲央
- 谷口守男（元暴走族）：清水優
- 照沼（元暴走族）：駒木根隆介
- 石丸（足立署生活安全課相談科）：田窪一世
- 尾関（足立署刑事課強行犯科科長）：三浦誠己
- 諸星（足立署副署長）：大森博史
- 吉成（足立署刑事課強行犯科）：小林高鹿
- 墨田（足立署生活安全課防犯科）：史朗
- 本木（足立署刑事課長）：建蔵

第3話
- 梅原（法医学者）：三田村周三
- 楠木（千葉県警南房総署署長）：越村公一
- 見城（千葉県警南房総署刑事課長）：久保酎吉
- 小坂（千葉県警南房総署刑事課）：大内厚雄
- 吉岡（千葉県警南房総署刑事課）：小林且彌

第4話
- 樋口（警視廳搜査一課係長）：柳憂怜
- 杉野（警視廳搜査一課）：高橋洋
- 警視廳搜査一課管理官：井上肇
- 西麻布署鑑識課員：永岡佑
- 向井（西麻布署交通課）：渡邊憲吉

第5話
- 山川浩（靜加的隔壁鄰居）：山中崇
- 唐澤秀也：赤堀雅秋
- 松井晉平：森下能幸
- 吉住（西東京署刑事課係長）：德井優
- 沼田（西東京署刑事課）：みのすけ
- 久保（西東京署刑事課）：内倉憲二

最終話
- 藤岡巧（入谷署刑事組織犯罪対策課主任）：二階堂智
- 浜西タツ（春菜莊房東）：緑魔子
- 佐川真琴：門脇麥
- 佐川秀幸（真琴分居中的丈夫）：趙珉和
- 佐川唯（真琴的女兒）：藤井杏奈
- 佐川正子（秀幸的母親）：三谷悦代
- 仲尾好惠：久世星佳
- 島倉（入谷署刑事組織犯罪對策課課長）：木下ほうか
- 立原（入谷署刑事組織犯罪對策課）：裴ジョンミョン
- 山瀬（入谷署地域課）：つまみ枝豆

### 獎項
- 第39回放送文化基金獎（日语：放送文化基金賞）電視劇部門電視劇節目獎

### 製作團隊
- 原作：譽田哲也《一人靜》
- 劇本：青島武（日语：青島武）
- 配樂：安川午朗（日语：安川午朗）
- 攝影：木村信也（日语：木村信也）
- 導演：平山秀幸（日语：平山秀幸）
- 製作人：高嶋知美
- 製作：WOWOW電視台

### 播出日程
| 集數 | 播出日   | 標題   |
| ---- | -------- | ------ |
| 1    | 10月21日 | 闇一重 |
| 2    | 10月28日 | 螢蜘蛛 |
| 3    | 11月4日  | 腐屍蝶 |
| 4    | 11月11日 | 死舞盃 |
| 5    | 11月18日 | 罪時雨 |
| 6    | 11月25日 | 獨靜加 |

## 外部連結
- WOWOW官方網站 （页面存档备份，存于）